# Кедниц
Кедниц (њем. Ködnitz) општина је у њемачкој савезној држави Баварска. Једно је од 22 општинска средишта округа Кулмбах. Према процјени из 2010. у општини је живјело 1.642 становника. Посједује регионалну шифру (AGS) 9477127.

## Географски и демографски подаци
Кедниц се налази у савезној држави Баварска у округу Кулмбах. Општина се налази на надморској висини од 318 метара. Површина општине износи 19,6 km². У самом мјесту је, према процјени из 2010. године, живјело 1.642 становника. Просјечна густина становништва износи 84 становника/km².